# Cukangkawung
Cukangkawung is een bestuurslaag in het regentschap Tasikmalaya van de provincie West-Java, Indonesië. Cukangkawung telt 9134 inwoners (volkstelling 2010).